# 자궁 내 장치
자궁 내 장치(intrauterine device; IUD) 또는 자궁 내 피임 장치(intrauterine contraceptive device; IUCD, ICD) 또는 코일(coil)은 임신을 방지하기 위해 자궁에 삽입하는 T자 모양의 작은 피임 장치이다. IUD는 지속형 가역적 피임법 (LARC)의 한 형태이다. 한 연구에 따르면 여성 가족 계획 제공자는 일반 대중(12.1%)보다 LARC 방법을 더 자주(41.7%) 선택한다. 피임법 중 IUD는 다른 피임용 임플란트 와 함께 사용자의 만족도가 가장 높다.
IUD는 청소년뿐만 아니라 이전에 자녀를 갖지 않은 사람들에게도 안전하고 효과적이다. IUD를 제거하면 장기간 사용해도 생식력이 빠르게 정상으로 돌아온다. 구리 장치는 약 0.8%의 고장률을 갖는 반면 호르몬( 레보노르게스트렐 ) 장치는 사용 첫해에 약 0.2%의 시간 동안 고장난다. 이에 비해 남성용 불임수술 과 남성용 콘돔은 각각 약 0.15%, 15% 정도의 실패율을 보인다. 구리 IUD는 보호되지 않은 성관계 후 5일 이내에 응급 피임 수단으로도 사용할 수 있다.

구리 IUD는 월경 출혈을 증가시키고 고통스러운 경련을 유발할 수 있지만 호르몬 IUD는 월경 출혈을 감소시키거나 월경을 완전히 멈출 수 있다. 그러나 여성은 몇 달 동안 매일 반점이 생길 수 있으며 호르몬 IUD로 출혈이 90% 감소하는 데 최대 3개월이 걸릴 수 있다. 경련은 NSAID 로 치료할 수 있다. 더 심각한 잠재적 합병증으로는 퇴원(2–5%) 및 드물게 자궁 천공(0.7% 미만)이 있다. IUD는 모유 수유에 영향을 미치지 않으며 분만 직후 삽입할 수 있다. 낙태 직후에도 사용할 수 있다.
미국 내 IUD 사용은 1995년 0.8%에서 2006~2014년 사이 7.2%로 증가했다. 피임법의 한 형태로 IUD를 사용하기 시작한 것은 1800년대부터이다. Dalkon 방패로 알려진 이전 모델은 골반 염증성 질환 (PID)의 위험 증가와 관련이 있었다. 그러나 현재 모델은 삽입 시 성병 이 없는 여성의 PID 위험에 영향을 미치지 않는다.

## 기전

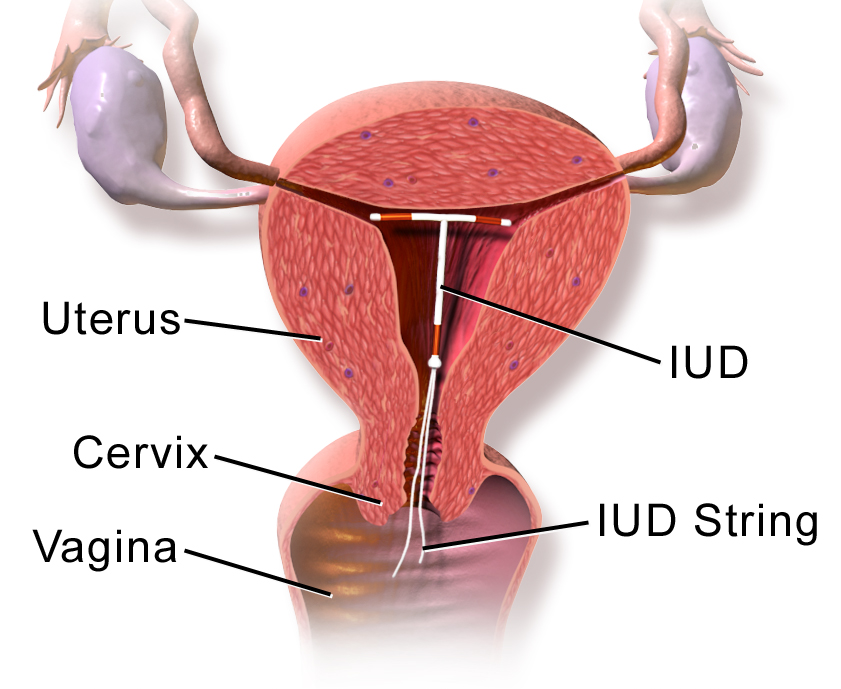
자궁 내 장치의 그림

IUD는 주로 수정을 방지하여 작동한다. 호르몬 IUD에서 방출되는 프로게스토겐은 주로 자궁 경부 점액을 농축시켜 정자가 나팔관에 도달하는 것을 방지한다. IUD는 배란이 발생하는 것을 방지하여 기능할 수도 있지만 이는 부분적으로만 발생한다.
구리 IUD에는 호르몬이 포함되어 있지 않지만 정자에 유독한 구리 이온을 방출한다. 또한 자궁과 나팔관이 백혈구, 구리 이온, 효소 및 프로스타글란딘을 함유한 체액을 생성하도록 하며, 이는 정자에도 독성이 있다. 응급 피임약으로서 구리 함유 IUD의 매우 높은 효과는 배반포의 착상을 방지함으로써 작용할 수도 있음을 의미한다.

## 유형
사용 가능한 자궁 내 장치의 유형과 사용되는 이름은 위치에 따라 다르다. 미국에는 두 가지 유형이 있다.
- 비호르몬제: 구리 함유 IUD (ParaGard 및 기타)
- 호르몬: 프로게스토겐 방출 IUD (Mirena 및 기타)

WHO ATC는 구리 및 호르몬 장치를 모두 IUD로 분류한다. 영국에는 10가지 이상의 다양한 유형의 구리 IUD가 있다. 영국에서 IUD 라는 용어는 이러한 구리 장치만을 나타낸다. 호르몬 자궁 내 피임법은 자궁 내 시스템 (IUS)이라는 용어로 표시된다.
|                     | 구리                      | 미레나 | 스카이라 | 릴리타 | 카일리나 |
| ------------------- | ------------------------- | --- | --- | --- | --- |
| 호르몬(기기의 총량) | 없음                      | 52 mg 레보노르게스트렐                                                                                         | 13.5 mg 레보노르게스트렐                                                                                       | 52 mg 레보노르게스트렐                                                                                         | 19.5 mg 레보놀게스트렐                                                                                         |
| 초기 출시 금액      | 없음                      | 20μg/일 | 14μg/일 | 18.6μg/일 | 16μg/일 |
| 승인된 효과         | 10년(12년)                | 5년(10년) | 3 년 | 3년(5년) | 5 년 |
| 행동의 메커니즘     | 정자에 유독한 구리        | -레보놀게스트렐은 정자가 난자에 도달하는 것을 방지하기 위해 자궁 경부 점액을 두껍게 한다. - 때때로 배란을 방지 | -레보놀게스트렐은 정자가 난자에 도달하는 것을 방지하기 위해 자궁 경부 점액을 두껍게 한다. - 때때로 배란을 방지 | -레보놀게스트렐은 정자가 난자에 도달하는 것을 방지하기 위해 자궁 경부 점액을 두껍게 한다. - 때때로 배란을 방지 | -레보놀게스트렐은 정자가 난자에 도달하는 것을 방지하기 위해 자궁 경부 점액을 두껍게 한다. - 때때로 배란을 방지 |
| IUD의 장점          | -호르몬 없음 -응급 피임법 | - 다양한 호르몬 수치 옵션 - 3개월 후 가벼운 기간; 일부 사용자는 무월경 을 경험한다.                            | - 다양한 호르몬 수치 옵션 - 3개월 후 가벼운 기간; 일부 사용자는 무월경 을 경험한다.                            | - 다양한 호르몬 수치 옵션 - 3개월 후 가벼운 기간; 일부 사용자는 무월경 을 경험한다.                            | - 다양한 호르몬 수치 옵션 - 3개월 후 가벼운 기간; 일부 사용자는 무월경 을 경험한다.                            |
| IUD의 단점          | 더 심한 월경 흐름 및 경련 | 난소 낭종(무증상일 수 있음)                                                                                    | 난소 낭종(무증상일 수 있음)                                                                                    | 난소 낭종(무증상일 수 있음)                                                                                    | 난소 낭종(무증상일 수 있음)                                                                                    |

### 비호르몬

#### 구리

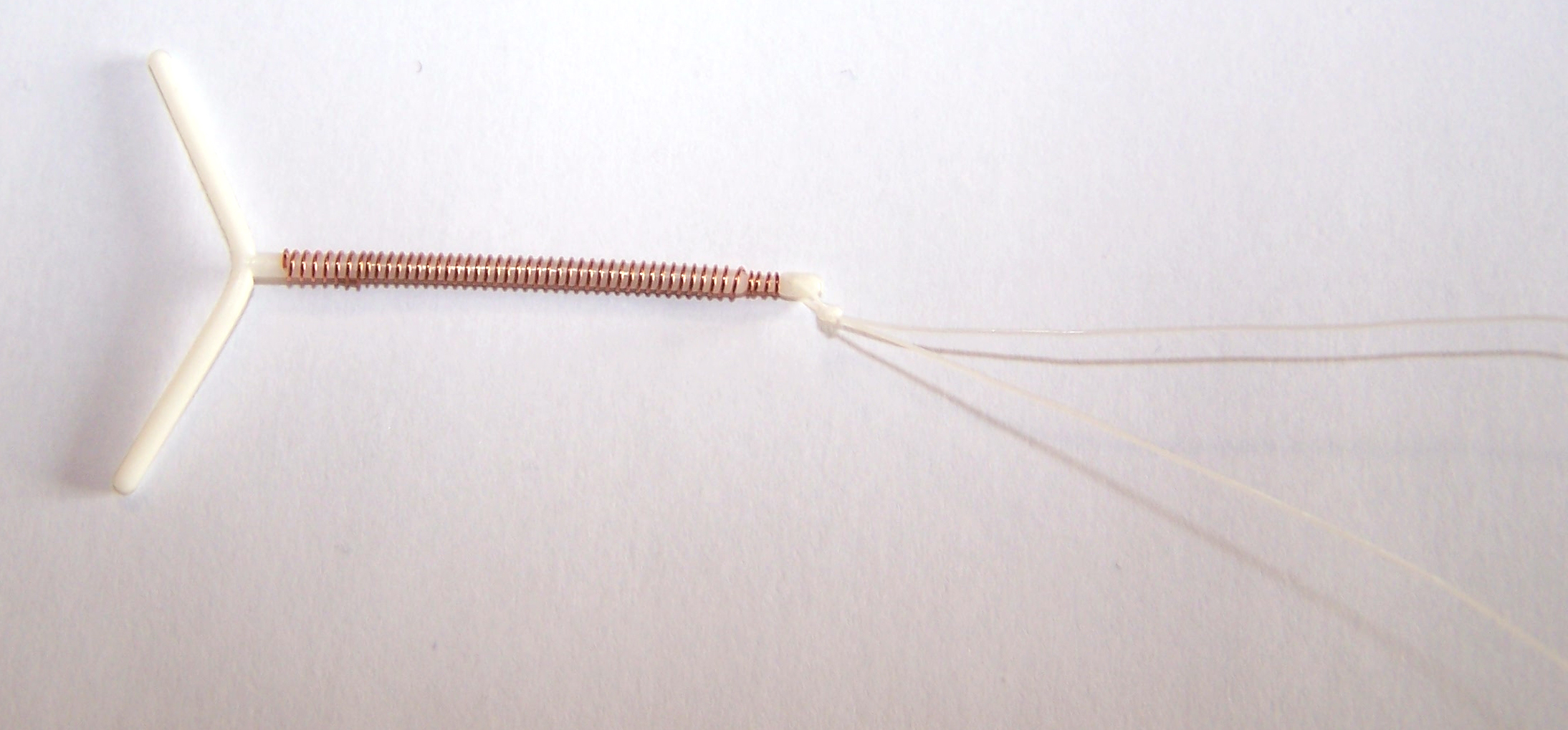
제거 끈이 있는 구리 T자형 IUD

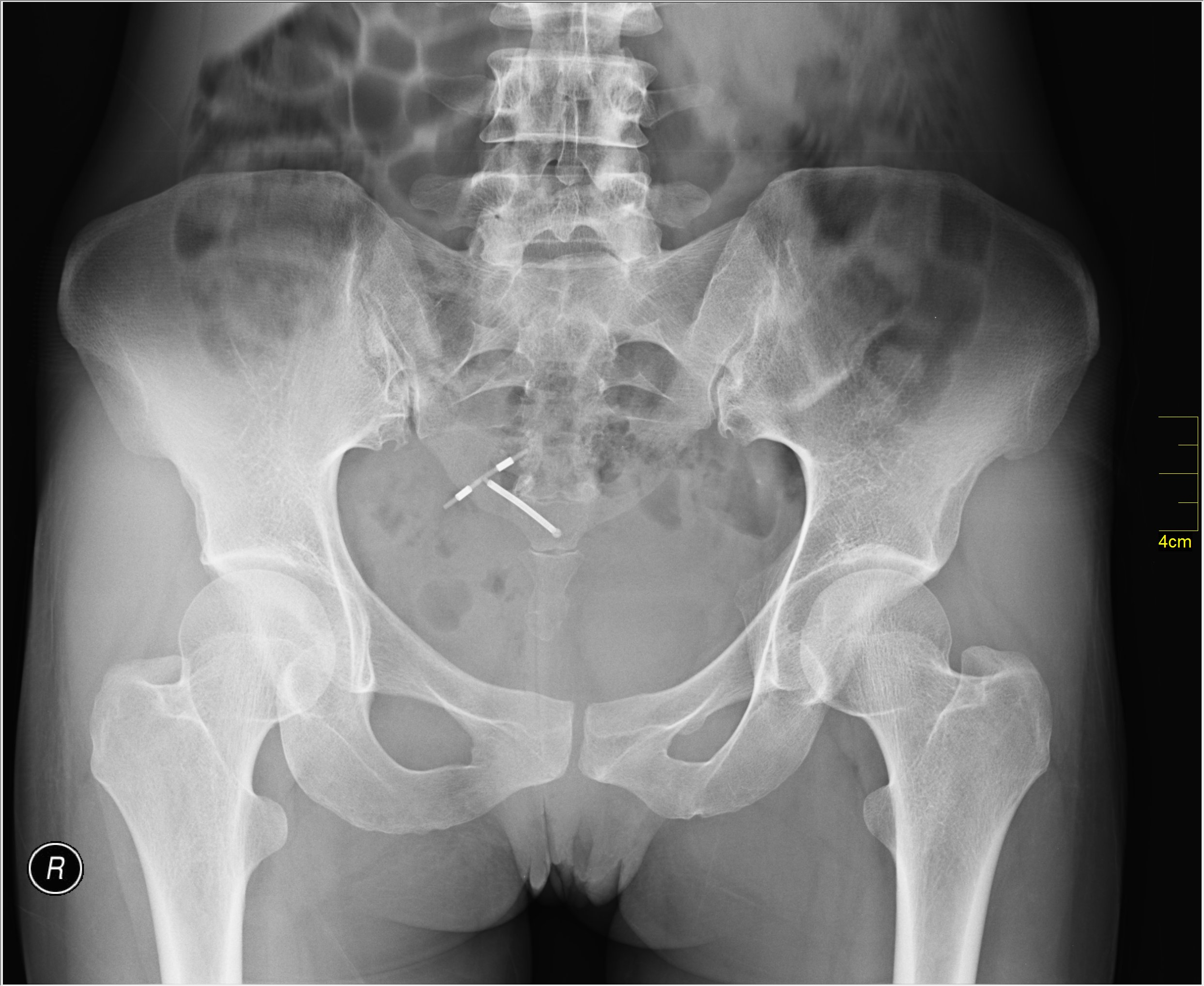
골반 X선에서 본 IUD

대부분의 구리 IUD에는 순수한 전해 구리 와이어로 감겨 있거나 구리 칼라(소매)가 있는 T자형 프레임이 있다. 프레임의 팔은 자궁 상단 근처의 제자리에 IUD를 고정한다. Paragard TCu 380a 측정 32 mm(1.26") 수평(T 상단) 및 36 mm(1.42") 수직(T의 다리). 구리 IUD의 첫 해 실패율은 0.1~2.2%이다.  그들은 정자를 손상시키고 운동성을 방해하여 난자에 합류할 수 없도록 한다. 특히 구리는 자궁과 난관액 내의 구리 이온, 프로스타글란딘 및 백혈구 수치를 증가시켜 자궁 내에서 살정제 역할을 한다. 자궁 경부 점액의 증가된 구리 이온은 정자의 운동성과 생존력을 억제하여 정자가 자궁 경부 점액을 통과하는 것을 방지하거나 통과할 때 정자를 파괴한다. 구리는 또한 자궁내막 내막을 변경할 수 있으며 연구에 따르면 이러한 변경이 수정란(" 배반포 ")의 착상을 방지할 수 있지만 이미 착상된 난자를 교란할 수는 없다.
구리 IUD의 장점은 보호되지 않은 성관계 후 최대 5일까지 응급 피임 을 제공할 수 있다는 것이다. 가장 효과적인 형태의 응급 피임법이다.  수정 또는 착상을 방지하여 작동하지만 이미 이식된 배아에는 영향을 미치지 않는다. 호르몬이 포함되어 있지 않아 모유 수유 중에도 사용할 수 있으며 제거 후 생식력이 빠르게 회복된다.  구리 IUD는 또한 더 오래 지속되며 호르몬 IUD에 비해 다양한 크기와 모양으로 제공된다. 단점은 더 무거운 생리 기간과 더 고통스러운 경련의 가능성을 포함한다.
금이나 은을 포함하는 IUD도 존재한다. 다른 모양의 IUD에는 Load 및 Multiload와 같은 소위 U자형 IUD와 여러 개의 속이 빈 원통형의 미세한 구리 비드를 고정하는 프레임이 없는 IUD가 있다. 봉합사(매듭)로 자궁저부에 고정한다 . 주로 중국과 유럽에서 사용 가능하다. IUB SCu300 코일이라고 하는 프레임 구리 IUD는 전개 시 3차원 구형을 형성한다. 니켈 티타늄 형상 기억 합금 코어를 기반으로 한다.  구리 외에도 귀금속 및 프로게스테론 IUD; 중국 사람들은 인도메타 신으로 구리 IUD를 얻을 수 있다. 이 비호르몬성 화합물은 월경 출혈의 심각성을 감소시키며 이 코일은 인기가 있다.

#### 불활성
불활성 IUD에는 생리 활성 성분이 없다. 그들은 스테인리스 스틸 (예: 스테인리스 스틸 링(SSR), 자궁경부를 통해 삽입되도록 변형될 수 있는 유연한 스틸 코일 링) 또는 플라스틱 (예: Lippes 루프를 통해 삽입될 수 있음)과 같은 불활성 재료로 만들어진다. 캐뉼라의 자궁경부가 자궁 내에서 사다리꼴 모양을 취함). 구리 IUD와 유사한 부작용 프로필이 있는 구리 또는 호르몬 IUD보다 덜 효과적이다. 그들의 주요 작용 메커니즘은 자궁 환경을 정자 와 배아 이식에 적대적으로 만드는 국소 이물질 반응 을 유도하는 것이다. 구리 또는 호르몬 IUD에 비해 수정 전보다 수정 후 임신을 예방하는 비율이 더 높을 수 있다.
불활성 IUD는 아직 미국, 영국 또는 캐나다에서 사용하도록 승인되지 않았다. IUD가 피임의 가장 일반적인 형태인 중국에서는 1993년에 구리 IUD 생산이 불활성 IUD 생산을 대체했다. 그러나 2008년 현재 중국에 배치된 IUD 제거를 위해 캐나다 클리닉에 내원하는 이민자들이 가장 많이 사용하는 IUD는 여전히 SSR이었다. SSR에는 제거 문자열이 없기 때문에 해당 지역에서 사용할 수 없는 IUD 유형에 익숙하지 않은 의료 제공자에게 문제가 될 수 있다.

### 호르몬

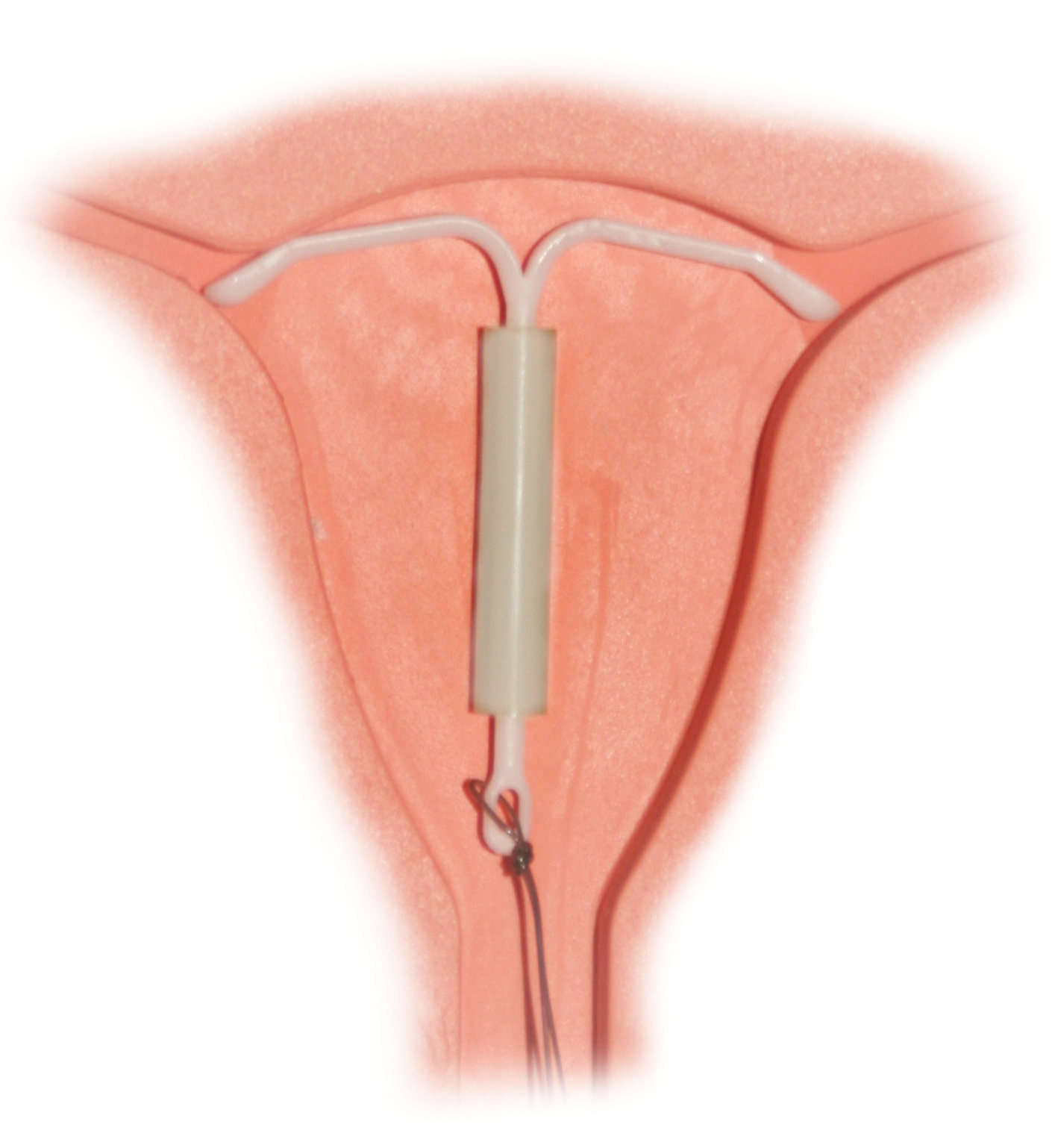
호르몬 IUD (미레나)

호르몬 IUD(영국에서는 자궁 내 시스템이라고 함)는 프로게스틴 인 레보노르게스트렐 을 소량 방출하여 작동한다. 각 유형은 크기, 방출되는 레보노르게스트렐의 양 및 지속 시간이 다르다. 주요 작용 메커니즘은 자궁 내부를 정자가 살 수 없도록 만드는 것이다. 그들은 또한 자궁 내막을 얇게 하고 잠재적으로 이식을 손상시킬 수 있지만 이것은 일반적인 기능이 아니다. 자궁 내막을 얇게 하기 때문에 월경 출혈을 줄이거나 예방할 수도 있다. 결과적으로 월경과다의 병리학적 원인(자궁 용종 등)이 배제되면 월경과다를 치료하는 데 사용된다.
호르몬 IUD에서 방출되는 프로게스틴은 주로 국소적으로 작용한다. Mirena를 사용하면 다른 초저용량 프로게스테론 전용 피임약 보다 전신 프로게스틴 수치가 훨씬 낮아진다.

## 삽입 및 제거
IUD를 삽입하거나 제거하는 동안 여성이 어떤 경험을 하게 될지 예측하기는 어렵다. 어떤 여성은 삽입을 경련으로, 어떤 여성은 꼬집는 것으로 설명하고, 다른 여성은 아무 것도 느끼지 않는다. 산모의 9%만이 무통, 72%가 중등도의 통증, 삽입 시 적극적인 관리가 필요한 상당한 통증이 산모 의 약 17%, 산모의 약 11%에서 발생한다고 생각했다. 이러한 경우 NSAID 가 효과적이다. 국소 리도카인은 절차 전에 적용할 때 효과적인 통증 관리 약물로 발견되었다.
삽입 절차 중에 의료 서비스 제공자는 검경 을 사용하여 자궁경부 (자궁의 입구)를 찾고, 자궁경부를 꼬집어 테나큘럼 으로 안정화한 다음, 삽입 장치를 사용하여 자궁에 IUD를 삽입한다. . 삽입 장치는 자궁 경부를 통과한다. 절차 자체는 복잡하지 않은 경우 5분에서 10분을 넘지 않아야 한다.
산후 즉각적인 삽입을 위해 자궁에서 태반 을 제거한 후 IUD를 삽입한다. 자궁은 출생 후 기준선보다 크며, 이는 삽입에 중요한 의미를 갖다. 질 분만 후 삽입은 산후 삽입에 특화된 더 긴 삽입기인 태반 겸자를 사용하거나 공급자가 손을 사용하여 자궁에 IUD를 삽입하는 수동으로 삽입할 수 있다. 제왕 절개 후 IUD는 집게로 자궁에 삽입되거나 자궁 절개를 봉합하기 전에 수술 중에 수동으로 삽입된다.

## 같이 보기
- 임신수와 출산수